# Cerc mic
Un cerc mic al unei sfere este intersecția sferei cu un plan care nu conține centrul acelei sfere. Antonimul său este cercul mare.
Cercul polar arctic și cercul polar antarctic sunt cercuri mici.